# Wilhelm Cauer
Wilhelm Cauer (24 juin 1900 - 22 avril 1945) est un mathématicien allemand passé à la postérité pour ses travaux sur le filtrage des signaux, qui ont inauguré la synthèse mathématique des filtres : jusqu'alors, la conception des filtres électroniques supposait des conditions de réception de signal idéalisées ; le choix correct des jonctions électriques exigeait de l'ingénieur une certaine familiarité avec la technique des filtres passifs. Cauer donna au problème de la synthèse l’assise mathématique permettant de traduire les spécifications des filtres et d'en déduire la solution optimale.

## Biographie

### Origines familiales
Wilhelm Adolf Eduard Cauer effectua ses études secondaires au lycée Kaiserin-Augusta à Charlottenburg, établissement fondé par son arrière-grand-père, Ludwig Cauer, puis au lycée Mommsen de Berlin. Son père, prénommé Wilhelm également, était conseiller d’État et professeur de génie ferroviaire à l’université technique de Berlin.
Cauer ne servit dans l’Armée allemande que dans les derniers combats de la Première guerre mondiale.

### De la téléphonie aux calculateurs analogiques
Cauer se spécialisa d'abord dans un domaine entièrement étranger aux filtres électroniques : à partir de 1922, il travaillait avec Max von Laue sur la relativité générale, et sa première publication (1923) concerne cette discipline ; on ignore pour quelles raisons il passa à l'étude du génie électrique. Il obtint sa maîtrise de physique appliquée en 1924 à l’université Technique de Berlin.
Il travailla d'abord pour Mix & Genest, filiale allemande de Bell Telephone Company, où, comme le Danois Erlang, il était chargé de dimensionner les centraux téléphoniques par la théorie des probabilités. Il travaillait également sur les circuits de temporisation à relais. Au cours de cette période, il publia deux articles sur les télécommunications : Telephone switching systems et Losses of real inductors.
Les relations entre Mix & Genest et Bell lui offraient l'occasion de collaborer avec les ingénieurs des Bell Labs, accès unique vers la technique du filtrage électronique et les découvertes de George Campbell de Boston, et d’Otto Zobel à New York ; mais c'est encore avec Ronald M. Foster que Cauer correspondait le plus souvent, et c'est l'œuvre de ce dernier qui compta le plus pour Cauer. Son article A reactance theorem marque une étape décisive dans la théorie du filtrage ; la généralisation de ses idées par Cauer allait mener à la synthèse analogique des circuits.
Au mois de juin 1926 Cauer soutint sa thèse consacrée à The realisation of impedances of specified frequency dependence[a], à l'Institut de Mathématiques Appliquées et de Mecanique de l'université technique de Berlin. Cet article marque l'avènement de la synthèse des circuits électriques.
En 1927, Cauer accepta l’offre d'assistant de l’Institut de Mathématiques Richard Courant à l'université de Göttingen. En 1928, il soutenait sa thèse d’habilitation et pouvait donner des conférences rémunérées à l'université. Mais dans le contexte de l’hyperinflation de la république de Weimar puis de la Grande dépression de 1929, cela était insuffisant pour faire subsister sa famille : il partit donc aux USA, ayant obtenu une bourse Rockefeller pour étudier au MIT et à l’Université Harvard. Il y travailla avec Vannevar Bush, un spécialiste du calcul analogique : par ce genre de technique, Cauer s'attachait à résoudre les systèmes linéaires exprimant les coefficients de filtres électroniques. Il put mettre la dernière main à son ouvrage Filter circuits en 1931.
Cauer était en contact avec plusieurs chercheurs éminents des Laboratoires Bell : Hendrik Bode, George Campbell, Sidney Darlington, Foster et Otto Zobel. Il travailla un temps pour Wired Radio Company à Newark, puis repartit à Göttingen avec l'espoir de fabriquer un calculateur analogique en Allemagne ; mais la crise économique ne lui permit malheureusement pas de rassembler les fonds nécessaires.
Cauer semble d'ailleurs avoir eu des relations détestables avec ses collègues : selon Rainer Pauli, sa correspondance avec eux se limitait à des questions administratives, en contraste avec la richesse des échanges techniques qu'il entretenait avec Américains, Français et Autrichiens : on compte parmi ses correspondants A.C. Bartlett de General Electric Company à Wembley, Roger Julia des Lignes Télégraphiques et Téléphoniques, les mathématiciens Gustav Herglotz, Georg Pick et le théoricien des graphes Dénes Kőnig.
Après son départ chez Mix & Genest, Cauer chercha à devenir actif au sein de l'Association allemande des ingénieurs électrotechniciens (VDE), mais il quitta l'institution en 1942 après une violente querelle avec Wagner, son ex-directeur de thèse.

### Le Troisième Reich
Au mois de novembre 1933, Cauer dut signer la Déclaration des professeurs en faveur d'Adolf Hitler, et l'accès au pouvoir des Nazis représentait désormais un obstacle majeur pour les recherches de Cauer : ses collègues juifs (et jusqu'au directeur de son institut, Richard Courant) étaient contraints de quitter leur poste. Les autorités finirent par découvrir qu'il avait un ancêtre juif, Daniel Itzig, banquier de Frédéric II de Prusse. Quoiqu'insuffisant pour forcer Cauer à démissionner selon les lois raciales, cette annonce nuisit à son avancement. S'il obtint le titre de professeur, il n'eut jamais de chaire.
En 1935, Cauer avait trois enfants dont il pouvait à peine assurer l'éducation, ce qui le poussa à  retourner travailler pour l'industrie. En 1936, il travailla brièvement pour l'avionneur Fieseler sur le chantier du Fi 156 Storch à Kassel, puis obtint un poste de directeur du laboratoire de Mix & Genest à Berlin. Néanmoins, il reprit ses conférences à l'Université technique de Berlin en 1939.
En 1941, il publia le premier volume de son traité, Théorie des circuits linéaires en courant alternatif. Le manuscrit original du second volume disparut dans les bombardements. Cauer pouvait distribuer des copies miméographiées de ce travail, mais ne pouvait le faire imprimer. Quelques années après l'armistice de 1945, sa famille avait réuni suffisamment de notes pour reconstituer ce second volume et le faire publier.
Après avoir mis ses enfants en sécurité chez des parents à Witzenhausen (en Hesse), il revint, contre le conseil de ses proches, dans un Berlin encerclé par les Russes. Son corps fut retiré d'une fosse commune à la fin de la guerre. Cauer avait été fusillé comme otage à Berlin-Marienfelde par des Soviétiques. Bien que les services secrets soviétiques fussent à la recherche de savants allemands pour exploiter leurs connaissances, et que Cauer fût sur leurs listes, il semble que ses bourreaux n'aient pas eu l'information à temps.

## Réalisation analogique des filtres
Une part essentielle de l'héritage de Cauer est sa contribution au problème de la réalisation analogique des filtres passifs. La parution de son traité en anglais, quoique postérieure de 17 ans à son édition allemande (1941), reçut un accueil enthousiaste, . Jusque-là, on concevait les circuits électriques, et en particulier les filtres, grâce à la méthode de l'impédance-image. La précision du résultat reposait sur la continuité d'impédance (fort approximative) entre les bornes des étages du circuit. C'est pourquoi les ingénieurs utilisant cette méthode se préoccupaient davantage de la continuité d'impédance (par une modification de la section du circuit) que de la fidélité aux prescriptions du filtre. Le choix de la section aux jonctions entre dipôles reposait davantage sur l'expérience personnelle de l'ingénieur que sur le calcul. La théorie mathématique des fonctions de transfert a définitivement relégué cette approche empirique en donnant une expression directe de la réponse d'un filtre et en incorporant les connexions dans la synthèse d'un circuit.
Cauer traitait le problème de la synthèse des circuits électriques comme l'inverse de leur analyse, qui cherche à déterminer la réponse d'un circuit à un signal d'entrée donné. Pour cela, il recourait à l'analogie entre grandeurs électriques et mécaniques, et exploitait les méthodes de résolution de la mécanique lagrangienne au problème.
Cauer assignait à la technique de la synthèse des circuits trois objectifs fondamentaux :
1. la capacité à déterminer si une fonction de transfert donnée est réalisable par un circuit à impédance ;
2. la détermination des formes canoniques (minimales) de ces fonctions et des relations (transformations) entre les différentes formes représentant la même fonction de transfert ;
3. et puisqu'enfin il n'est généralement pas possible de trouver un circuit à nombre fini de composants réalisant exactement une fonction de transfert arbitraire (par exemple, un circuit présentant une atténuation nulle au-dessous d'une fréquence de coupure, et une atténuation infinie au-delà) , le troisième problème fondamental consiste à trouver des circuits approchant au mieux la réponse[14].

Initialement, son étude se bornait aux impédances des circuits à dipôles : la fonction de transfert  reliant la tension au courant n'est alors autre que l'impédance. On peut obtenir un circuit utile en coupant une branche du circuit pour en faire une borne de sortie.

### Réalisabilité des fonctions d'impédance
- Dans la continuité des recherches Foster, Cauer a généralisé la relation entre l'expression de l'impédance d'un circuit simple et sa fonction de transfert[6],[15].
- Il a établi une condition nécessaire et suffisante de réalisabilité d'impédance par des dipôles ; c'est-à-dire qu'il a déterminé quelles fonctions d'impédance peuvent être réalisée par des circuits électriques réels[15]. Dans ses ultimes articles, il en a proposé des généralisations pour les circuits multipolaires[16].

### Transformation
- Cauer découvrit que toutes les solutions pour la réalisation analogique d'une expression d'impédance donnée peuvent s'obtenir à partir du groupe de transformations affines d'une solution particulière[17].
- Il a généralisé la réalisation par cascade de Foster aux filtres comportant des résistances (les filtres de Foster étaient des filtres à réactance pure) et découvrit un isomorphisme entre tous les circuits à deux dipôles[15],[18].
- Il a identifié les formes canoniques (c'est-à-dire minimales) de réalisation des filtres, qui comprennent les réseaux en cascade donnés par les développements en fraction continue de Stieltjes[6],[15],[18].